# Església de Iesu
L'Església de Iesu (nom grec de Jesús) és un temple catòlic d'estil modern i disseny minimalista, construït al segle xxi i situat a l'Avinguda de Barcelona del barri de Riberas de Loiola de Sant Sebastià. Al marge esquerre del riu Urumea, al costat del Jardí de la Memòria, les obres foren dirigides per l'arquitecte Rafael Moneo i van durar quatre anys. L'edifici es va acabar de construir a la primavera de 2011, consagrant-se al culte en cerimònia presidida pel bisbe José Ignacio Munilla Aguirre el 14 de maig de 2011.

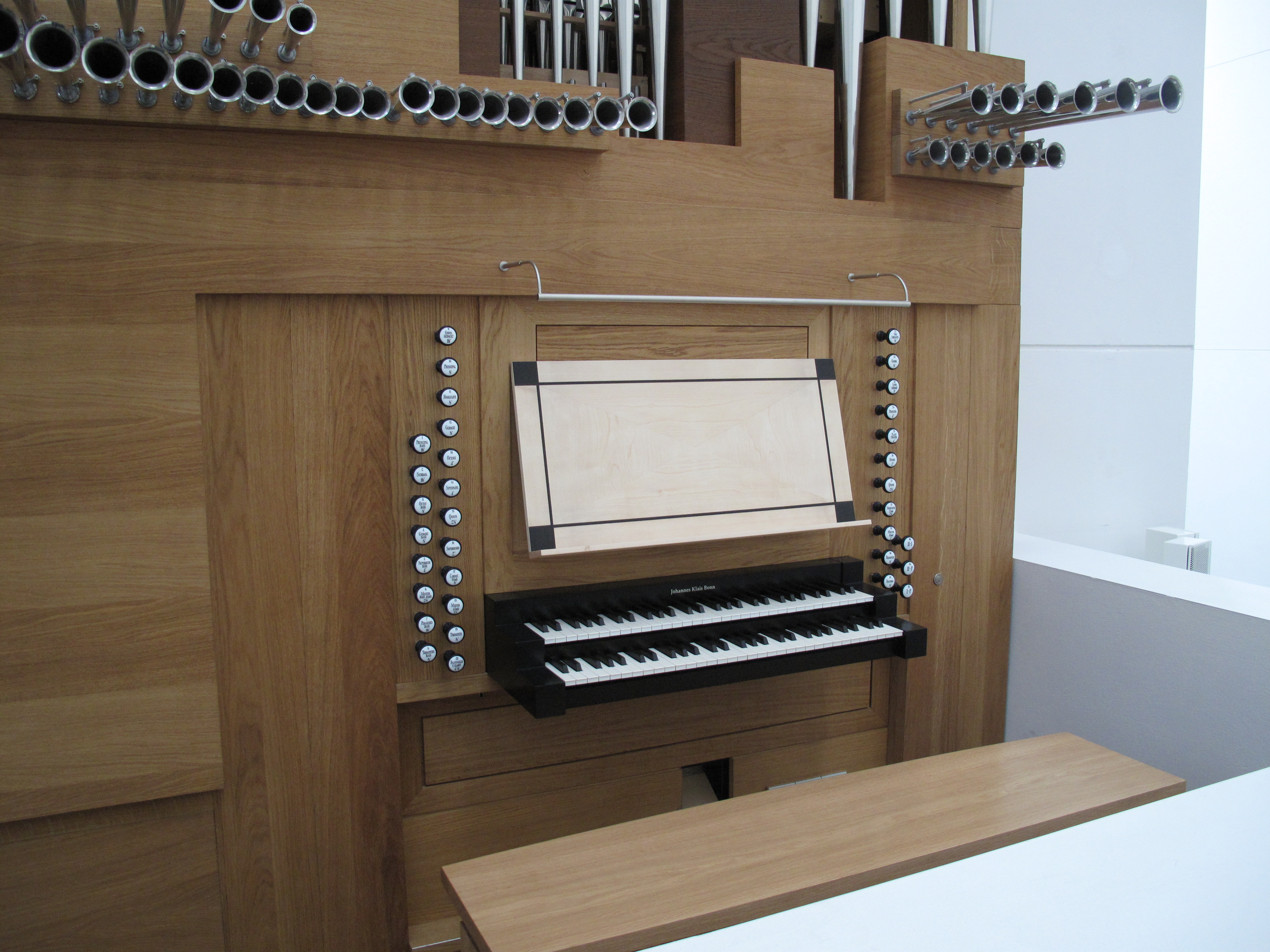
Detall de l'orgue, obra de Johanes Klais Bonn

El temple presenta un disseny avantguardista i té uns 900 m² de superfície si es tenen en compte els locals parroquials annexos. A nivell d'alçada, la capella més alta és la de la Reconciliació (28 metres); mentre que la de la Creu en fa 21. L'edifici, que mira a orient, ha estat qualificat pel mateix Rafael Moneo com a "generós pel que fa als seus espais i molt modest en els seus materials". Destaca la seva planta en creu trencada i la seva condició no estrictament simètrica.
D'aquesta església en destaca la seva lluminositat, propiciada per diferents perforacions al sostre, que permeten que els rajos que hi penetren es reflecteixin a les parets d'estuc blanc que cobreixen el formigó per dins i fora del temple. Aquest joc de llums dibuixa una gran creu asimètrica en el sostre.
La planta de l'edifici, a la manera de les grans catedrals, té forma de creu i annex hi ha un edifici amb la planta en forma de L. A l'esquerra de la nau principal hi ha la sagristia i el baptisteri i, a la dreta, la Capella de la Reconciliació, on hi ha una gran vidriera i el sagrari. La vidriera ha estat dissenyada pel mateix Moneo i és feta d'alabastre procedent de Cintruénigo. El finestral, que evoca el temps del romànic, compta amb quatre motius fets amb cristall: una creu que representa la imatge de la pròpia església, un sol i dues figures de la lluna en fases diferents. La il·luminació artificial de les bombetes a baixa altura, forma una mena de coberta propera als caps dels feligresos, la qual contrasta amb les altes parets del temple i la diferent il·luminació natural del sostre.
En part del soterrani de l'edifici, per un accés diferenciat i a un altre nivell de l'entrada al temple, s'han instal·lat un aparcament i un supermercat, encara que en paraules del mateix Moneo aquest ha destacat "que sota l'església hi ha sòl ferm sense soterranis". En el projecte tècnic presentat al febrer de 2008 a l'Ajuntament de Sant Sebastià, s'estimava que el pressupost de l'obra ascendiria a 10,6 milions d'euros. L'aforament de l'església és de quatre centenars de persones.